# Santa Inés (Chile)
Santa Inés es una localidad chilena perteneciente a la comuna de Las Cabras, provincia de Cachapoal, en la región de O'Higgins. Esta localidad se encuentra cercana al Lago Rapel, y cuenta con una población de aproximadamente 800 personas que viven en el poblado y en los sectores rurales.
En éste poblado se encuentra una de las empresas más grandes de la región, Verfrut, que es la principal fuente de trabajo para la mayoría de las personas, siendo su rubro la exportación de frutos (uva, cerezas, kiwi, manzana, durazno, clementinas, ciruelas, etc.) Es por ello que en esta zona es muy común encontrar personas provenientes de la zona sur del país, así como también un gran número de extranjeros, peruanos y bolivianos fueron los primeros en llegar, y posteriormente haitianos, quienes la mayoría trabajan con Contratistas en la empresa ya mencionada. 
Santa Inés cuenta con una posta atendida de lunes a viernes; Una escuela llamada Colegio Inés de Suárez, que cubre los niveles desde pre kinder hasta octavo básico; y está pronta a inaugurar una sala cuna. 
En el verano hay una gran cantidad de turismo gracias al lago. Los principales sectores económicos de la comuna están asociados a la actividad agrícola pero también en gran cantidad en el sector turístico.
En el mes de diciembre del 2013, el Gobierno de Chile declaró al Lago Rapel como Zona de Interés Turístico (ZOIT), donde la principal actividad es el
Turismo.